# 东风草
东风草（学名：Blumea megacephala）是菊科艾纳香属的植物。分布在越南、台湾岛以及中国大陆的湖南、云南、福建、江西、广西、贵州、四川、广东等地，生长于海拔240米至1,900米的地区，多生在山坡、灌丛中、林缘及丘陵阳处，目前尚未由人工引种栽培。

## 异名
- Blumea riparia (Bl.) DC. var. megacephala Randeria